# Арічештій-Рахтівань
Арічештій-Рахтівань, Арічештій-Рахтівані (рум. Ariceștii Rahtivani) — село у повіті Прахова в Румунії. Адміністративний центр комуни Арічештій-Рахтівань.
Село розташоване на відстані 60 км на північ від Бухареста, 15 км на захід від Плоєшті, 80 км на південь від Брашова.

## Населення
За даними перепису населення 2002 року у селі проживали 2815 осіб, з них 2809 осіб (99,8%) румунів. Рідною мовою 2812 осіб (99,9%) назвали румунську.